# Macu González
La compositora y profesora de música María Imnaculada Concepción González, Macu González (Teverga, 1953), hija de militar y licenciada en Canto por el Real Conservatorio Superior de Música de Madrid, desde pequeña vivió en diferentes lugares de España y el Marruecos español, y reside desde finales de los ochenta en Denia (Alicante) donde imparte clases de técnica vocal y composición.

## Biografía
Especializada en Psicomotricidad, su labor profesional actual se centra en la rehabilitación de los trastornos de voz de cantantes, aplicando conceptos enraizados en la psicología a partir de la filosofía de K. Dürkeim y otros maestros.
Inició su formación musical a les seis años en Valencia junto a Pepe Doménech Part, pasando a formar parte del grupo Pequeños Cantores de Valencia. Comienza sus estudios de canto en el propio conservatorio de la capital valenciana con Ana Luisa Chova y amplía su formación con Tatiana Menotti y Juan Oncina. Los diferentes traslados profesionales de su familia la llevan a ir paulatinamente posponiendo sus estudios, que no finaliza hasta centrar su residencia en Madrid en 1982.
Continúa vinculada a su tierra natal a través de la música, componiendo diferentes temas musicales basados en estructuras rítmicas tradicionales, aprendidas de su abuela materna. En 2012 ganó el Premiu al Meyor Cantar, patrocinado y organizado por la Consellería de Educación, Cultura y Deporte del Principado de Asturias, con el cantar Si nun conoces Val.louta, interpretado por la formación folk Asturiana Mining Company y cantada por Berto Varillas. Esta formación participó con este cantar representando a Asturias en el festival Liet International 2012, obteniendo el Premio del Público.
Además de sus canciones para la Asturiana Mining Company, en Asturias ha compuesto temas para Mapi Quintana, Fernando Valle Roso e Imanol Núñez. En Valencia ha compuesto varias piezas para la Banda de Música de Denia, relacionadas todas ellas con las fiestas de Moros y Cristians. Actualmente trabaja técnica vocal con diversos intérpretes jóvenes de cant d’estil, con el propósito de recuperar este canto tradicional.
Como arreglista destaca su trabajo de adaptación del tema Amal Hayatti (El amor de mi vida), de la cantante egipcia Umm Kalzum, -Fāṭima ʾIbrāhīm al-Baltāǧī (en árabe, فاطمة إبراهيم البلتاجي)-, para banda de música, con la que ha quedado finalista del certamen de composiciones y arreglos para bandas de la Comunidad Valenciana.
Actualmente trabaja nuevas composiciones sobre ritmos tradicionales para el grupo Asturiana Mining Company y otras formaciones asturianas, junto a los músicos Michael Lee Wolfe, Berto Varillas y Xaime Arias.